# Elisabeth Büttner (Filmwissenschaftlerin)
Elisabeth Büttner (geboren am 30. Dezember 1961 in Würzburg; gestorben am 28. Februar 2016 in Wien) war eine deutsche Filmwissenschaftlerin.

## Leben
Elisabeth Büttner studierte Theater- und Filmwissenschaft, Germanistik und Linguistik in Wien und Berlin und wurde an der FU Berlin promoviert. Sie übte Lehrtätigkeiten an verschiedenen Universitäten und Institutionen aus und war Mitbegründerin der Kooperative »Das Kino CO-OP« in Wien.
Büttner wurde 2007 auf die erste österreichische Professur für Theorie des Films an das Institut für Theater-, Film- und Medienwissenschaft der Universität Wien berufen. Ihre gemeinsam mit Christian Dewald verfasste zweibändige Geschichte des österreichischen Films wurde mit dem österreichischen Victor-Adler-Staatspreis für Geschichte sozialer Bewegungen ausgezeichnet. Sie wurde am Wiener Zentralfriedhof bestattet.

## Schriften (Auswahl)
- mit Viktoria Metschl (Hrsg.): Figurationen von Solidarität. Algerien, das Kino und die Rhythmen des anti-kolonialen Internationalismus. Verlag Vorwerk 8, Berlin 2019, ISBN 978-3-947238-00-2.
- mit Vrääth Öhner und Lena Stölzl (Hrsg.): Sichtbar machen. Politiken des Dokumentarfilms. Verlag Vorwerk 8, Berlin 2018, ISBN 978-3-940384-96-6.
- mit Joachim Schätz (Hrsg.): Werner Hochbaum. An den Rändern der Geschichte filmen. Filmarchiv Austria, Wien 2011, ISBN 978-3-902781-11-6.
- mit Andrea B. Braidt (Hrsg.): John Cassavetes: filmmaker. Böhlau, Wien 2009, ISBN 978-3-205-78506-4.
- (Hrsg.): Paul Fejos. Die Welt macht Film. Filmarchiv Austria, Wien 2004, ISBN 3-901932-31-3.
- mit Christian Dewald: Das tägliche Brennen. Eine Geschichte des österreichischen Films von den Anfängen bis 1945. Residenz Verlag, Salzburg / Wien 2002, ISBN 3-7017-1261-1. (ein Projekt der Kooperative »das kino co-op«, Wien)
- Projektion. Montage. Politik. Die Praxis der Ideen von Jean-Luc Godard (Ici et ailleurs) und Gilles Deleuze (Cinéma 2, L’image-temps). Synema, Wien 1999, ISBN 3-901644-04-0.
- mit Christian Dewald: Anschluß an Morgen. Eine Geschichte des österreichischen Films von 1945 bis zur Gegenwart. Residenz Verlag, Salzburg / Wien 1997, ISBN 3-7017-1089-9.